# 구스타우 빙클레르
구스타우 프란스 빌제크 빙클레르(Gustav Frands Wilzeck Winckler, 1925년 10월 25일 ~ 1979년 1월 20일)는 덴마크의 가수이다. 유로비전 송 콘테스트 1957에서 비르테 빌케(Birthe Wilke)와 함께 덴마크 대표로 참가했다.